# Arinaldo Rrapaj
Arinaldo Rrapaj (Valona, 9 agosto 2001) è un calciatore albanese, centrocampista del Kolos Kovalivka.

## Carriera

### Club
Il 1º luglio 2021 si trasferisce a titolo definitivo per 50.000 euro alla squadra albanese del Partizani Tirana.
Il 1º gennaio 2025 viene acquistato a titolo definitivo per 550.000 euro dalla squadra ucraina del Kolos Kovalivka.

### Nazionale
Dopo aver giocato nelle nazionali giovanili albanesi Under-17, Under-18, Under-19 ed Under-21, nel 2022 ha esordito in nazionale maggiore.

## Statistiche

### Presenze e reti nei club
Statistiche aggiornate al 10 agosto 2025.
| Stagione                 | Squadra                  | Campionato               | Campionato | Campionato | Coppe nazionali | Coppe nazionali | Coppe nazionali | Coppe continentali | Coppe continentali | Coppe continentali | Altre coppe | Altre coppe | Altre coppe | Totale | Totale |
| Stagione                 | Squadra                  | Comp                     | Pres       | Reti       | Comp            | Pres            | Reti            | Comp               | Pres               | Reti               | Comp        | Pres        | Reti        | Pres   | Reti   |
| ------------------------ | ------------------------ | ------------------------ | ---------- | ---------- | --------------- | --------------- | --------------- | ------------------ | ------------------ | ------------------ | ----------- | ----------- | ----------- | ------ | ------ |
| 2017-2018                | Flamurtari Valona        | KS                       | 1          | 0          | CA              | 1               | 0               | -                  | -                  | -                  | -           | -           | -           | 2      | 0      |
| 2018-2019                | Flamurtari Valona        | KS                       | 18         | 0          | CA              | 4               | 0               | -                  | -                  | -                  | -           | -           | -           | 22     | 0      |
| 2019-2020                | Flamurtari Valona        | KS                       | 34         | 0          | CA              | 2               | 0               | -                  | -                  | -                  | -           | -           | -           | 36     | 0      |
| Totale Flamurtari Valona | Totale Flamurtari Valona | Totale Flamurtari Valona | 53         | 0          |                 | 7               | 0               |                    | -                  | -                  |             | -           | -           | 60     | 0      |
| 2020-2021                | Skënderbeu               | KS                       | 30         | 0          | CA              | 2               | 0               | -                  | -                  | -                  | -           | -           | -           | 32     | 0      |
| 2021-2022                | Partizani Tirana         | KS                       | 32         | 6          | CA              | 6               | 1               | UECL               | 4                  | 0                  | -           | -           | -           | 42     | 7      |
| 2022-2023                | Partizani Tirana         | KS                       | 34         | 6          | CA              | 4               | 0               | UECL               | 2                  | 0                  | -           | -           | -           | 40     | 6      |
| 2023-2024                | Partizani Tirana         | KS                       | 32+2       | 2+0        | CA              | 2               | 0               | UCL+UECL           | 2+6                | 0+2                | SA          | 1           | 1           | 45     | 5      |
| 2024-gen. 2025           | Partizani Tirana         | KS                       | 16         | 5          | CA              | 0               | 0               | UECL               | 3                  | 0                  | -           | -           | -           | 19     | 5      |
| Totale Partizani Tirana  | Totale Partizani Tirana  | Totale Partizani Tirana  | 114+2      | 19+0       |                 | 12              | 1               |                    | 17                 | 2                  |             | 1           | 1           | 146    | 23     |
| gen.-giu. 2025           | Kolos Kovalivka          | PL                       | 13         | 1          | CU              | 0               | 0               | -                  | -                  | -                  | -           | -           | -           | 13     | 1      |
| 2025-2026                | Kolos Kovalivka          | PL                       | 2          | 0          | CU              | 0               | 0               | -                  | -                  | -                  | -           | -           | -           | 2      | 0      |
| Totale Kolos Kovalivka   | Totale Kolos Kovalivka   | Totale Kolos Kovalivka   | 15         | 1          |                 | 0               | 0               |                    | -                  | -                  |             | -           | -           | 15     | 1      |
| Totale carriera          | Totale carriera          | Totale carriera          | 212+2      | 20+0       |                 | 21              | 1               |                    | 17                 | 2                  |             | 1           | 1           | 253    | 24     |

### Cronologia presenze e reti in nazionale
| Cronologia completa delle presenze e delle reti in nazionale ― Albania | Cronologia completa delle presenze e delle reti in nazionale ― Albania | Cronologia completa delle presenze e delle reti in nazionale ― Albania | Cronologia completa delle presenze e delle reti in nazionale ― Albania | Cronologia completa delle presenze e delle reti in nazionale ― Albania | Cronologia completa delle presenze e delle reti in nazionale ― Albania | Cronologia completa delle presenze e delle reti in nazionale ― Albania | Cronologia completa delle presenze e delle reti in nazionale ― Albania |
| Data                                                                   | Città                                                                  | In casa                                                                | Risultato                                                              | Ospiti                                                                 | Competizione                                                           | Reti                                                                   | Note                                                                   |
| ---------------------------------------------------------------------- | ---------------------------------------------------------------------- | ---------------------------------------------------------------------- | ---------------------------------------------------------------------- | ---------------------------------------------------------------------- | ---------------------------------------------------------------------- | ---------------------------------------------------------------------- | ---------------------------------------------------------------------- |
| 26-10-2022                                                             | Abu Dhabi                                                              | Arabia Saudita                                                         | 1 – 1                                                                  | Albania                                                                | Amichevole                                                             | -                                                                      | 46’                                                                    |
| 9-11-2022                                                              | Marbella                                                               | Qatar                                                                  | 1 – 0                                                                  | Albania                                                                | Amichevole                                                             | -                                                                      |                                                                        |
| Totale                                                                 |                                                                        | Presenze                                                               | 2                                                                      |                                                                        | Reti                                                                   | 0                                                                      |                                                                        |

## Palmarès

### Club

#### Competizioni nazionali
- Campionato albanese: 1

Partizani Tirana: 2022-2023
- Supercoppa d'Albania: 1

Partizani Tirana: 2023